# 地域ブランド
地域ブランド（ちいきブランド）とは、地域を主に経済的な側面から捉えたときの、生活者が認識するさまざまな地域イメージの総体である。
この用語は、経営もしくはマーケティング分野で使われることもあり「ブランド」から派生した概念であり、「商品ブランド」や「企業ブランド」などと同様の体系やダイナミクスを持つ。
したがって、特産品や観光地など実体のあるものを地域ブランドと言うばかりではなく、「食べ物がおいしそう」「海がきれい」などのイメージを連想させる地名や地形といった無形の資産を地域ブランドとすることもあり、その概念は広い。

## 概要
地域ブランドとして代表的なのは、特定の地域で産出される野菜や果物・魚や肉などの生鮮特産品やそうした特産の素材や伝統の技術を活かして製造される加工食品等の商品、あるいは、特定の地域で提供される温泉地やリゾート地などのサービスのブランドである。このようなブランドとしては、地域名と商品・サービス名が結びついたブランドネームが典型である。
【例】
- なると金時（徳島県鳴門市）
- 草津温泉（群馬県吾妻郡草津町）
- 紀州備長炭（和歌山県）

ブランドが関連する地理的範囲は、さまざまなレベルにわたる。特定の港に水揚げされたサバだけを指す場合もあれば、全県で生産される野菜を指すこともある。同じ牛についてのブランドでも、「松阪牛」は市町村（複数にわたる）のレベルであり「近江牛」は県のレベルと地理的範囲が異なる。
地域名を含まないブランドであっても、特定の地域との結びつきを想起させる場合には地域ブランドとして機能しうる。例えば、牛タン料理は仙台市の名物として有名であり、「太陽のタマゴ」は宮崎県産のマンゴーのブランドとして知られている。
また、特定の商品やサービスと結びつかない地域名だけでも、地域ブランドとして機能することもある。例えば、「沖縄」は、そこで生産される特産品や、提供される観光などのサービスなどの総体のブランドとして機能している。「銀座」は、日本一の商業エリアというばかりでなく、大人の夜の社交場であり映画など娯楽の街のイメージもあり、さまざまな価値を提供する地域ブランドである。
地域ブランドの振興を目的とした政策では、商標保護と振興の事業が行われている。
文字や図形で具体的に表現され、商品やサービスに付される商標を保護する商標制度は、ブランドを法的に保護する代表的な制度である。2006年4月には商標法が改正・施行され、地域団体商標制度が設けられた。従来、全国的に著名である等の特別な場合にのみ認められていた「地域名」と「商品・サービス名」とを組み合わせた商標がより広く認められるようになった。このため、地域ブランド＝地域団体商標とする誤解があるが、地域ブランドは地域団体商標として登録された商標のみを指すものではない。
振興事業としては、中小企業庁から商工会への委託事業として行われている新たなブランド育成のJAPANブランドのほか、2007年6月施行された中小企業による地域産業資源を活用した事業活動の促進に関する法律（中小企業地域資源活用促進法）では、地域において特徴的である農林水産物、鉱工業品及びその生産技術、観光資源を地域資源として認定し、中小企業が地域資源を活用した事業計画を立案し、審査・認定ののち各種支援を行い、地域ブランド等の育成を計る政策も導入されている。また、各地方自治体・商工会議所でも様々な支援が提案されている。